# Salas-Contraviesa
Salas-Contraviesa es una localidad y pedanía española perteneciente al municipio de Torvizcón, en la provincia de Granada. Está situada en la parte meridional de la comarca de la Alpujarra Granadina. Cerca de esta localidad se encuentran los núcleos de La Dehesa, Alfornón y Torvizcón capital.
La pedanía está compuesta por los diseminados de Los Agustines, El Alcornocalejo, Álvarez, Bordavarela, El Calarillo, El Corralico, Cuatro Hermanos, La Divisa, Los Escuderos, El Espolón, La Fragua, Los Guiraos, Haza la Llana, La Hormigona, Las Huertas, Los Manzanos, El Mellado, Los Pallares, La Paz, Los Peñones, Piedras Blancas, Los Rafaeles, El Rascal, Los Salas, El Tejar, Tetuanejo, Venta del Chaparro y Venta de Bolina.

## Demografía
Según el Instituto Nacional de Estadística de España, en el año 2024 Salas-Contraviesa contaba con 67 habitantes censados, lo que representa el 10,79% de la población total del municipio.

### Evolución de la población
| Gráfica de evolución demográfica de Salas-Contraviesa entre 2014 y 2024 |
|                                                                         |
| Datos según el nomenclátor publicado por el INE.                        |

## Comunicaciones

### Carreteras
La principal vía de comunicación que transcurre por la localidad es:
| Identificador | Denominación                    | Itinerario            |
| ------------- | ------------------------------- | --------------------- |
| GR-5204       | De A-4131 a A-345 (Contraviesa) | Haza del Lino - A-345 |

Algunas distancias entre Salas-Contraviesa y otras ciudades:
| Ciudades  | Distancia (km) |
| --------- | -------------- |
| Torvizcón | 15             |
| Órgiva    | 27             |
| Granada   | 84             |
| Almería   | 100            |
| Jaén      | 174            |
| Murcia    | 318            |